# نيكولاس شاكل
نيكولاس شاكل (بالإنجليزية: Nicholas Shackell) (مواليد 31 أكتوبر 1974) هو سبّاح من المملكة المتحدة، مثّل بلاده في الألعاب الأولمبية الصيفية 1996.

## روابط خارجية
نيكولاس شاكل على موقع الاتحاد الدولي للسباحة (الإنجليزية)
- نيكولاس شاكل على موقع SwimRankings.net (الإنجليزية)
- نيكولاس شاكل على موقع اللجنة الأولمبية الدولية (الإنجليزية)
- نيكولاس شاكل على موقع أوليمبيديا (الإنجليزية)
- نيكولاس شاكل على موقع اللجنة الأولمبية البريطانية (الإنجليزية)
- نيكولاس شاكل على موقع اتحاد ألعاب الكومنولث (مؤرشف) (الإنجليزية)